# Bovinae
Bovinele (Bovinae) reprezintă o subfamilie biologică de mamifere bovide paricopitate. Cea mai mare bovină existentă este gaurul (Bos gaurus) .
În multe țări, bovinele sunt folosite în alimentație, excepție fiind India și Nepal, unde ele sunt considerate animale sacre de către hinduși.

## Sistematică și clasificare
- Familia BOVIDAE
  - Subfamilia Bovinae
    - Tribul Boselaphini
      - Genul Tetracerus
        - Tetracerus quadricornis
          - T.q. quadricornis
          - T.q. iodes
          - T.q. subquadricornis

      - Genul Boselaphus
        - Nilgai (Boselaphus tragocamelus)
          - B.t. tragocamelus (nilgai indian)

    - Tribul Bovini
      - Genul Bubalus
        - Bivol indian (Bubalus bubalis)
        - Bubalus arnee
        - Bubalus depressicornis
        - Bubalus quarlesi
        - Bubalus mindorensis
        - Bubalus cebuensis† (dispărut)

      - Genul Bos
        - Bour (Bos primigenius)† (dispărut)
        - Banteng, Bos javanicus
        - Gaur, Bos gaurus
        - Gayal, Bos frontalis (gaur domestic)
        - Iac, Bos mutus, Bos grunniens
        - Bos palaesondaicus†, (dispărut)
        - Bos taurus
        - Bos indicus
        - Bos sauveli

      - Genul Pseudoryx
        - Saola, Pseudoryx nghetinhensis

      - Genul Syncerus
        - Bivol african, Syncerus caffer

      - Genul Bison
        - Bizon american, Bison bison
        - Bison bonasus
        - Bison priscus† (extinct)
        - Bison antiquus† (extinct)
        - Bison latifrons† (extinct)

      - Genul Pelorovis† (extinct)
        - Pelorovis antiquus† (extinct)

    - Tribul Strepsicerotini
      - Genul Tragelaphus 
        - Bongo, Tragelaphus eurycerus
        - Tragelaphus strepsiceros
        - Tragelaphus scriptus
        - Imbabala, Tragelaphus sylvaticus
        - Tragelaphus imberbis
        - Tragelaphus buxtoni
        - Nyala, Tragelaphus angasii
        - Sitatunga, Tragelaphus spekeii

      - Genul Taurotragus
        - Taurotragus oryx
        - Taurotragus derbianus

## Etimologie
Cuvântul ”bovine” este derivat de la latinescul bos, "ox", prin latina târzie bovinus. ”Bos” vine de la rădăcina indo-europeană *gwous.